# Акака
Акака (англ. Akaka Falls) — самый высокий водопад Гавайских островов, расположенный на острове Гавайи. На языке гавайцев Akaka означает «разделение, трещина».
Вода низвергается с отвесной скалы вулканического происхождения, высотой 135 метров (442 фута).
Водопад расположен в 18 км на север от города Хило в Национальном Парке. Доступные области парка находятся на правом верхнем уступе глубокого ущелья, в которое падает водопад, видный с нескольких точек вдоль замкнутой дорожки, проходящей через парк.